# Volkswagen Halle
A Volkswagen Halle é um pavilhão polivalente localizado na grande cidade do Estado da Baixa Saxônia, Brunsvique. A arena é utilizada para eventos esportivos, concertos, produções televisivas e congressos, e faz parte do grande centro de eventos chamado Europaplatz. A construção foi edificada às margens do Rio Oker e do Bürgerparks entre 1999 e 2000, sendo reformada em 2006. 

## História
Em 14 de julho de 1998 a "Fundação Esporte e Cultura para Brunsvique" (em alemão:  "Stiftung Sport und Kultur für Braunschweig") decidiu construir um recinto para grandes eventos no Europaplatz. A pedra fundamental do prédio foi lançada em 20 de setembro de 1999 com a presença de 350 convidados e a inauguração aconteceu um ano depois em 20 de setembro de 2000 com um Show com público de 6.000 pessoas.
Entre o inicio do Verão e o final do Outono de 2006, a arena foi reconstruída e ampliado em aproximadamente 2.000m². A área VIP foi consideravelmente ampliada pela extensão e foram feitas tentativas para tornar o foyer mais atraente. Além disso, quatro camarotes VIP foram instalados no corredor. A reforma ocorreu com o objetivo de aumentar a atratividade do salão e resistir à crescente pressão competitiva de outros salões mais modernos. 

## Eventos

### Esportes
O ginásio tem servido à equipe de basquetebol Löwen Braunschweig, que disputa a BBL, em seus jogos como mandante. No local, a equipe também disputou jogos da Copa da Alemanha de Basquetebol.
Entre outros eventos esportivos realizados no local contam um torneio de Futsal, outro de Andebol e até a Jogo das Estrelas da HBL em 2005, jogos da Copa Davis, lutas de Boxe e a luta entre Dariusz Michalczewski e Vitali Klitschko do  WWE - Wrestling, e torneios de dança. Desde 2002, o Löwen Classics, um torneio equestre internacional indoor, é realizado no salão todos os anos. Além disso, o local também serve como local para reuniões de empresas.
A primeira rodada da Fed Cup 2019 entre Alemanha e Bielorrússia aconteceu nos dias 9 e 10 de fevereiro no salão polivalente em Brunsvique. Uma quadra dura de Rebound Ace foi preparada para o evento.

### Outros eventos
Além de eventos esportivos e concertos , o salão foi usado de 2001 a 2009 para o festival anual de breakdance " Battle of the Year ". A 133ª edição do programa de televisão "Wetten dass ..?" foi produzido no edifício em 26 de janeiro de 2002, o show foi apresentado pela segunda vez em 7 de novembro de 2009. O programa "Willkommen bei Carmen Nebel" é transmitido de Brunsvique desde 2010.  Por ocasião da conferência do partido federal da AfD que ocorreu lá de 30 de novembro a 1º de dezembro de 2019, a empresa operadora do salão, propriedade do Grupo VW, solicitou a cobertura da inscrição com o nome para não ser associada ao evento. 

## Proprietário e operador
A partir de 30 de junho de 2014, os direitos de construção do salão foram transferidos do proprietário anterior, a Fundação Esporte e Cultura para Brunsvique, para a Stadthalle Braunschweig Betriebsgesellschaft mbH. O contrato de arrendamento vai até o final de ano de 2112. 

Cerca de 94,8 por cento da empresa operacional é propriedade da Braunschweig Beteiligungs-Gesellschaft mbH (SBBG), uma subsidiária integral da cidade. A cidade detém as ações restantes diretamente. 